# Isla Remolinos (Delta Amacuro)
Isla Remolinos o Isla Remolino es el nombre que recibe una isla fluvial localizada en el Río Orinoco en la Parroquia Almirante Luis Brión del Municipio Antonio Díaz al suroeste del Estado Delta Amacuro en el extremo oriental del territorio del país suramericano de Venezuela. La isla posee una superficie aproximada de 214 kilómetros cuadrados o 2140 hectáreas por lo que tiene una área más grande que territorios como Aruba o la Samoa Americana. Se ubica entre la Isla Paloma (al oeste) y la Isla Corosimo (11 kilómetros al sureste) y La Horqueta (13 kilómetros al sureste).
Esta cubierta por una espesa vegetación y esta escasamente poblada y tiene un perímetro de aproximadamente 95 kilómetros. Las localidades más cercanas son El Toro (17 kilómetros al oeste), Manoa (14 kilómetros al sur) y Cuberina (9 kilómetros al este).